# تشارلي لويل
تشارلي لويل (بالإنجليزية: Charlie Lowell)‏ هو عازف بيانو أمريكي، ولد في 21 أكتوبر 1973 في روتشستر في الولايات المتحدة.

## وصلات خارجية
- تشارلي لويل على موقع ميوزك برينز (الإنجليزية)
- تشارلي لويل على موقع ديسكوغز (الإنجليزية)